# Veralima (marca)
Deportes Veralima & Cía Ltda. es una empresa de confección deportiva que fue creada a principio de los años 90 en la ciudad de Bucaramanga. Se dedica a fabricar uniformes para equipos de fútbol, principalmente uniformes para arqueros.

## Historia
Deportes Veralima y Cia. Ltda. es una empresa colombiana fundada y creada hace más de 21 años por dos hermanos con raíces de La Jagua de Ibirico - Cesar Edinson Pérez Lima y Eusebio Vera Lima, jugador profesional de fútbol colombiano en la década de los 80, el cual fue partícipe de grandes clubes en Colombia (como el Bucaramanga, Millonarios, Quindío, Santa Fe y selecciones de Colombia). Esta familia piensa en promover el deporte y la salud física e incursiona en el mercado con la marca Vera Lima.
Algunos de los arqueros vestidos por Vera Lima son Higuita, Mondragón, Arias, Franco, Henao, Torres, J. Gómez, Dudable, Villarraga, Sánchez, Tuberquia, Lotártaro, Pérez, Pazo, Chiquillo, Leyva, Rayo, Castañeda, Mancilla y Serna, entre otros.